# الحوفه
ال هاوفات (به فرانسوی: Al Haouafate) یک منطقهٔ مسکونی در مراکش است که در غرب شرارده بنی حسین واقع شده‌است.

## خصوصیات
ال هاوفات ۱۷٬۱۱۹ نفر جمعیت دارد.